# Combinata nordica al IX Festival olimpico invernale della gioventù europea
Le gare di combinata nordica al IX Festival olimpico invernale della gioventù europea si sono svolte dal 16 al 20 febbraio 2009 a Wisła, in Polonia.
Sono state disputate tre gare maschili.

## Podi

### Ragazzi
| Evento         | Oro           | Argento       | Bronzo       |
| Sprint         | Manuel Faißt  | Pawel Slowiok | Tobias Simon |
| Gundersen      | Pawel Slowiok | Mario Seidl   | Adam Cieslar |
| Gara a squadre | Germania      | Polonia       | Slovenia     |